# Santuario di Monte Papalucio
Il santuario di Monte Papalucio è un importante santuario messapico che sorge sull'omonimo monte nel territorio di Oria in provincia di Brindisi, ad est dell'attuale centro cittadino. Il complesso sacro, ove si veneravano le divinità Demetra e Persefone, è sito in grotta.

## Struttura
Il santuario si trova lungo le pendici orientali della collina denominata ai nostri giorni Monte Papalucio. Lungo tutto il fianco della collina sono ancora oggi parzialmente visibili delle opere di terrazzamento, perché il luogo sacro potesse essere meglio fruibile. In basso erano presenti alcune fattorie. La grotta adibita al culto risulta di dimensioni modeste, specialmente oggi in quanto risulta parzialmente colmata. In realtà le grotte all'epoca erano differenti e comunicanti tra di loro.

## Storia
Il santuario risulta essere uno dei più importanti dell'intera Messapia, insieme a quello di Grotta Porcinara di Leuca. La frequentazione del santuario è attestabile dal VI sec. fino all'età romana. Il santuario dovette rivestire una certa importanza anche in ambito magno-greco, come testimonia il rinvenimento di monete e ceramica anche pregiata.

## La ricerca archeologica
Gli scavi archeologici effettuati nel corso degli anni ottanta dall'Università del Salento, allora Università di Lecce, hanno messo in evidenza il luogo di culto dedicato alle divinità Demetra e Persefone. La ricerca ha interessato diversi ambiti tra cui: la ceramica, la numismatica, l'archeozoologia e l'archeobotanica. I depositi votivi trovati in prossimità della grotta e nella grotta stessa appartengono a classi eterogenee. Sono stati rinvenuti centinaia di vasi miniaturistici di ottima fattura, più vasi attici a figure nere del V secolo a.C., ceramica corinzia del VI sec., ceramica proveniente dalla vicina Taranto e dall'intera Magna Grecia. Sempre in ceramica sono state rinvenute delle figurine che raffigurano delle divinità o i due animali che qui erano sacrificati: piccoli maialini e colombi.
Oltre alla ceramica sono state rinvenute numerose monete da differenti città della Magna Grecia, a testimonianza dell'intensa frequentazione del sito e della città di Oria, in particolare le monete provengono da Metaponto, Crotone, Sibari, Taranto. Riferibili direttamente al culto delle due divinità sono invece i resti vegetali e animali; i primi si riferiscono soprattutto a semi di melograno  combusti, albero legato alla fertilità e alla primavera e dunque strettamente connessi alle due divinità cui era dedicata la grotta. I resti animali sono riferibili invece a maialini rinvenuti in forma di ossa combuste connessi anch'essi con il culto della fertilità.